# Arnoldo Wiens
Arnoldo Wiens Dürksen (Itacurubí de la Cordillera, 19 de agosto de 1964) es un periodista, político y expastor evangélico paraguayo. Fue ministro de Obras Públicas y Comunicaciones, durante el gobierno del presidente Mario Abdo Benítez desde el 15 de agosto de 2018 hasta su renuncia, el 16 de agosto de 2022. Anteriormente fue senador nacional, por el Partido Colorado, del 2013 al 2018.
Desde el 20 de diciembre del 2022 es consejero de administración de Itaipú Binacional.
También es dueño de RCI Red de Comunicación Integral que está conformado por Radio Obedira 102.1 FM, Confianza Asistencia Personal, Panorama Cristiano y Red Cel.

## Vida personal
Es de ascendencia alemana (menonitas de Rusia).
Está casado con Veronika Wiens, tienen cuatro hijos (Esteban, Tobías, Cristóbal y Dorotea) y tres nietas.

## Internas del Partido Colorado de 2022
Luego de renunciar como ministro, Wiens fue precandidato a presidente en las internas coloradas del 2022. Reemplazó a Hugo Velázquez como representante del movimiento Fuerza Republicana, al ser Velázquez acusado de corrupción por Estados Unidos.
Wiens se enfrentó al representante del movimiento Honor Colorado, Santiago Peña, quien lo derrotó en las urnas el 17 de diciembre del 2022.

## Presencia mediática
Wiens a conducido programas de televisión, como: Siglo a Siglo y Hablando en Familia, ambos por el canal Red Guaraní.  
Además condujo los programas radiales Siglo a Siglo y Puesta a punto, por Radio Obedira, medio de comunicación del cual fue director ejecutivo desde el año 1996 hasta el 2011. 
Conduce un programa emitido por la RCC TV que está disponible por el Canal 29 de Tigo Star en el servicio digital.